# Resolutie 932 Veiligheidsraad Verenigde Naties
Resolutie 932 van de Veiligheidsraad van de Verenigde Naties werd unaniem aangenomen op 30 juni 1994. Deze resolutie verlengde de UNAVEM II-missie in Angola met drie maanden.

## Achtergrond
Nadat Angola in 1975 onafhankelijk was geworden van Portugal, keerden de verschillende onafhankelijkheidsbewegingen zich tegen elkaar bij het dingen naar de macht. Onder meer Zuid-Afrika en Cuba mengden zich in de burgeroorlog, tot ze zich in 1988 terugtrokken. De VN-missie UNAVEM I zag toe op het vertrek van de Cubanen. Een staakt-het-vuren volgde in 1990, en hiervoor werd de UNAVEM II-missie gestuurd. In 1991 werden er akkoorden gesloten om democratische verkiezingen te houden die eveneens door UNAVEM II zouden worden waargenomen.

## Inhoud

### Waarnemingen
De UNITA moest de verkiezingsuitslag van 30 september 1992 aanvaarden en het vredesakkoord naleven. Beide partijen, en vooral UNITA, moesten ook flexibel en welwillend zijn bij de onderhandelingen in Lusaka.
Recent waren de militaire operaties in Angola weer opgedreven, met nefaste gevolgen voor de bevolking en hindering van de gesprekken en van de UNAVEM II-missie. Ook zou het wapenembargo tegen UNITA geschonden zijn.

### Handelingen
De Veiligheidsraad besloot UNAVEM II te verlengen tot 30 september. Beide partijen werden opgeroepen hun verbintenissen na te komen en te werken aan een staakt-het-vuren en een vreedzame oplossing. Angola had voorstellen voor een nationale verzoening reeds formeel aanvaard en UNITA werd opgeroepen hetzelfde te doen. In het geval dat tegen 31 juli nog niet gebeurd was zullen bijkomende maatregelen tegen UNITA worden opgelegd. Verder zou de rol van de VN in Angola worden herzien als tegen het einde van UNAVEM II's nieuwe mandaat geen vredesakkoord was bereikt.
Alle landen werden herinnerd aan hun verplichting om de sancties tegen UNITA uit te voeren. Twee buurlanden die niet meewerkten, werden opgeroepen informatie over schendingen van de sancties te bezorgen.
Dat er weer meer militaire operaties plaatsvonden werd betreurd. Beide partijen moesten deze onmiddellijk staken. Ook de verslechterende humanitaire situatie werd betreurd en acties tegen de hulpinspanningen werden streng veroordeeld. De hulpverleners moesten overal veilige doorgang krijgen.

## Verwante resoluties
- Resolutie 903 Veiligheidsraad Verenigde Naties
- Resolutie 922 Veiligheidsraad Verenigde Naties
- Resolutie 945 Veiligheidsraad Verenigde Naties
- Resolutie 952 Veiligheidsraad Verenigde Naties

Lijst ·  893 ·  894 ·  895 ·  896 ·  897 ·  898 ·  899 ·  900 ·  901 ·  902 ·  903 ·  904 ·  905 ·  906 ·  907 ·  908 ·  909 ·  910 ·  911 ·  912 ·  913 ·  914 ·  915 ·  916 ·  917 ·  918 ·  919 ·  920 ·  921 ·  922 ·  923 ·  924 ·  925 ·  926 ·  927 ·  928 ·  929 ·  930 ·  931 ·  932 ·  933 ·  934 ·  935 ·  936 ·  937 ·  938 ·  939 ·  940 ·  941 ·  942 ·  943 ·  944 ·  945 ·  946 ·  947 ·  948 ·  949 ·  950 ·  951 ·  952 ·  953 ·  954 ·  955 ·  956 ·  957 ·  958 ·  959 ·  960 ·  961 ·  962 ·  963 ·  964 ·  965 ·  966 ·  967 ·  968 ·  969